# Ефессен
Ефессен (нім. Evessen) — громада в Німеччині, розташована в землі Нижня Саксонія. Входить до складу району Вольфенбюттель. Складова частина об'єднання громад Зікте.
Площа — 17,55 км2. Населення становить 1256 ос. (станом на 31 грудня 2021).